# 范承秀
范承秀（1922年2月17日—2021年11月23日），山西临猗人，中华人民共和国開國少將谷景生的夫人，生五女。與李雪峰家有姻親。四女谷望江。最小的谷開來（原名小麗）是薄熙來的夫人。
1957年反右傾時因為仗義護友自己也被打成右派，其時懷有身孕（谷開來）。谷景生因為拒絕與她離婚一生仕途蹇滞。
2012年薄熙來入獄后，作為老干部曾給胡錦濤寫信要求見女婿。